# José Jurado de la Parra
José Jurado de la Parra (Baeza, Jaén 8 de febrero de 1856-Málaga, 21 de julio de 1943) fue un poeta, autor dramático y periodista español. Escritor de nervio democrático y radical, cronológicamente es un poeta de la generación postromántica, coetáneo de Valverde, Ricardo Gil (1858-1908) y Emilio Ferrari (1850-1907).

## Biografía
Era hijo de Juan Antonio Jurado Gámez y María de las Dolores de la Parra Segura. Tuvo dos hermanos, Andrés (Baeza 1852-Madrid 1936), médico militar y escritor, y Anacleta. Fue discípulo de Campoamor y de Pérez Galdós e íntimo amigo de José Zorrilla y de Blasco Ibáñez, así como de Antonio Fernández Grilo, poeta cordobés. Llegó a Madrid en 1870, el mismo día 28 de diciembre en que el general Prim fue asesinado en la calle del Turco.
Los años setenta los pasó entre Madrid, Málaga y su Baeza natal, donde colaboró con varias revistas, entre las que destaca La Semana, y donde se graduó como bachiller en 1880. En Málaga colaboró en el periódico Eco de la Juventud.
En estos años nació su amistad, no exenta de galantería, con la poetisa y paisana de Begíjar, localidad a pocos kilómetros de Baeza, Patrocinio de Biedma y la Moneda, fundadora y directora de Cádiz, donde también publicó Jurado de la Parra. En los primeros años ochenta, colaboró intensamente con el Ateneo de la juventud de Linares.
Hacia 1887 se afincó en Granada, donde colaboraría en El Defensor de Granada y El Noticiero Granadino y fue nombrado secretario de la sección de literatura de El Liceo de Granada. En 1889 colaboró muy activamente en la coronación en Granada de José Zorrilla como príncipe de los poetas nacionales, siendo su intendente en el palacio de la Alhambra y secretario del jurado calificador del concurso literario que abrió el Liceo de Granada.
En octubre de 1895 estrenó en Madrid su obra Sinceridad; de esta época data su amistad fraterna con Jacinto Benavente, quien le dedicó su comedia Gente conocida.
Colaboró desde su fundación por Joaquín Dicenta en el semanario Germinal, que salió a la luz el 30 de abril de 1897 y prolongó su vida dos años; en su primer consejo de redacción figuraban Francisco Maceín y Ernesto Bark. Poco después ingresaría él mismo en la redacción.
En 1898, un mes después del «Desastre», fundó con Eusebio Blasco el semanario Vida Nueva, en el que Unamuno escribiría dos conocidos artículos, «Muera Don Quijote» y «Renovación». Fue secretario de la sección de Literatura del Ateneo de Madrid, siendo su presidente Antonio Cánovas del Castillo.
En 1901 hizo en los locales de la Asociación de Escritores y Artistas Españoles lectura de su obra dramática Don Juan de Austria. En 1902, el 20 de diciembre, estrenó en el Teatro Lírico de Madrid su obra Don Juan de Austria.
En 1908 colaboró con «Los Lunes» de El Imparcial. El 3 de abril de 1910 estrenó en el Teatro Español de Madrid El eterno burlador.
Fue asiduo, en los primeros años del siglo XX, de la tertulia de Jacinto Benavente en el café El Gato Negro, en la calle del Príncipe, junto al teatro de la Comedia, de la que también formaban parte Pedro Zorrilla, Manolo González, Bonafé, Tirso Escudero, Nilo Fabra, Juan Espantaléon, Martínez Sierra, Antonio Palomero, Antonio Paso, Joaquín Abati, Pedro Mata y Enrique Amado.
Tradujo adaptando al español  a Stechetti, Carducci, Cavalloti, D’Annunzio, Maeterlinck, Rusiñol, Musset, Iglesias a Gaudillot.
En 1925 se retiró a vivir a Málaga, siendo aquí donde emergió el gran poeta político-social, que relataría el acaecer de España hasta los albores de la guerra civil. En sus años malacitanos militó en la Alianza Republicana y colaboró con la revista La Esfera hasta el año 1931.
La última referencia escrita conocida es de 1940, en una carta fechada el 15 de enero donde apoya a Emilio Carrere.
La fecha de su fallecimiento en Málaga, fue el 21 de julio de 1943 (dato mucho tiempo olvidado y aportado en 2006 por Amparo Chiachío Peláez en su tesis doctoral). Tanto su ciudad natal como su ciudad de fallecimiento tienen dedicadas sendas calle a su nombre.

## Obra

### Poesía
- Diego (poema). Madrid: Librería de Fernándo Fé, 1886.
- Poesía elegíaca.
- De familia, ironías poéticas.
- El ópalo de los Médicis, poema narrativo, ilustrado por Salvador Bartolozzi. La Esfera 835 (4-1-1930).
- De «Re» política (Horaciana). Málaga: Ibérica, 1932, «editado por los republicanos radicales de Málaga».
- Los del teatro, semisemblanzas de actrices, autores, críticos, actores, músicos y empresas. Prólogo de Sinesio Delgado. Madrid: R. Velasco Impresores, 1908.
- De antaño y ogaño. Málaga: Imp. Ibérica, marzo de 1936. Prólogo de Salvador González Anaya.

### Teatro
- Sinceridad, ensayo dramático en un acto y en verso. Madrid: [s.n.], 1896 (R. Velasco, imp.).
- Cartucherita, pieza teatral sobre novela de Arturo Reyes, 1897.
- Don Juan de Austria, drama lírico legendario en tres actos y nueve cuadros / original y en verso; coautor: Carlos Servert; música del maestro Ruperto Chapí. Madrid: R. Velasco, 1903.
- El eterno burlador, boceto dramático en un acto de cinco escenas y en verso; coautor: Ramón de Godoy. Málaga: Iberia, [1910].
- Viaje de incógnito, vaudeville en dos actos refundido por J. Jurado de la Parra. Madrid: R. Velasco, 1908.

Además, el autor menciona otras obras de las que no existe constancia de su estreno o publicación:
- El justo medio, comedia en dos actos y en verso.
- El alcalde de Cantillana, comedia en tres actos y en verso. Coautor: Carlos Servert.
- La de Bringas, comedia en cuatro actos en prosa.

### Traducciones y adaptaciones
- La mare eterna (1900), de Ignasi Iglèsias.
- Lorenzaccio, drama en cuatro actos del francés Alfred de Musset. Madrid: La Editora Popular. Madrid: R. Velasco, 1915.
- Monna Vanna, drama en tres actos del francés M. Maeterlinck, estrenado el 8 de enero de 1907 en el Teatro Español por María Guerrero. Madrid: Sociedad de Autores Españoles, 1907.
- El gobernador de Urbequieta, vaudeville en tres actos y en prosa del francés Leon Gaudillot. Madrid: R. Velasco, 1905. Segunda edición, Madrid: La Novela Corta, 1920.
- Los viejos, drama en tres actos y en prosa del catalán Ignasi Iglèsias. Madrid: Sociedad de Autores Españoles, 1905.
- Juventud, drama en un acto de Ignasi Iglèsias. Madrid: R. Velasco, 1905.
- Ladrones, drama en un acto y en prosa de Ignasi Iglèsias.
- La hija de Jefté, comedia en un acto y en verso del italiano Felice Cavallotti, «estrenada el 17 de marzo de 1898 en el teatro Español de Madrid», publicada en 1902 (R. Velasco, imp. 39 pp., 20×13,5 cm) y «representada con gran éxito en el Teatro Principal de Zaragoza, por la Compañía del de la Comedia de Madrid, la noche del 23 de abril de 1902».
- La noche del amor, drama lírico en un acto en prosa y en verso del catalán Santiago Rusiñol, con música de Enrique Morera. Madrid: Sociedad de Autores Españoles, 1905.
- Los bandidos, drama original del alemán Schiller, traducido y adaptado a la escena española.
- El perdón, del francés Lamaître.
- Póstuma, poesía de Lorenzo Stecchetti.

## Trabajos sobre el autor
- Toral y Fernández de Peñaranda, Enrique y Pérez Ortega, Manuel Urbano. «En el centenario de Zorrilla: José Jurado de la Parra». Jaén: Instituto de Estudios Giennenses, 1993. Separata del Boletín del Instituto de Estudios Giennenses, n.º 148 (abril-junio de 1993); pp. 261-271.
- Pérez Ortega, Manuel Urbano y Pérez Ortega, Manuel Urbano. «El gorro frigio», del poeta José Jurado de la Parra. Jaén: Instituto de Estudios Giennenses, 2005.
- Chiachío Peláez,  Amparo. «Noticia de un soneto de José Jurado de la Parra a su admirado amigo Jacinto Benavente», Boletín del Instituto de Estudios Giennenses, n.º 178, ISSN 0561-3590, 2001, pp. 31-40.
- —. «José Jurado de la Parra y el arte de la declamación poética», Boletín del Instituto de Estudios Giennenses, n.º 189, ISSN 0561-3590, 2004, pp. 343-360.
- —. Tesis doctoral defendida en la Universidad de Jaén (20/6/2006) con el título de José Jurado de la Parra. Del Modernismo utópico al Novecentismo creador, y que obtuvo la calificación de sobresaliente cum laude por unanimidad.
- —. «José Jurado de la Parra: un humanista en el siglo XX», actas sobre Estudios de humanismo español. Baeza en los siglos XVI-XVII, M.ª Águeda Moreno Moreno (ed.). Baeza: Ayuntamiento de Baeza, noviembre de 2006, pp. 105-116.
- —. «El incombustible baezano José Jurado de la Parra», Boletín del Instituto de Estudios Giennenses, n.º 197, 2008, pp. 201-207.
- —. La denuncia política en la poesía del baezano José Jurado de la Parra (de 1897 a 1936). Jaén: Universidad de Jaén/Diputación Provincial de Jaén, 2009, ISBN 978-84-8439-396-2.
- —. «El Jurado de la Parra más comprometido en Vida nueva», Humanitas, n.º 5, 2007-2008, pp. 19-35. Jaén: Publicaciones de la Universidad de Jaén, 2008.
- —. «La primera obra de un autor consagrado», revista Elucidario, n.º 7. Jaén, 2009, pp. 183-199.
- —. «José Jurado de la Parra, el poeta más político (1930-1936)», Boletín del Instituto de Estudios Giennenses, n.º 201, 2010, pp. 303-339.
- Morales Lomas, Francisco. «La trayectoria vital y creadora de José Jurado de la Parra», Elucidario, n.º 4. Jaén, 2007, pp. 315-318.

- Datos: Q6292638
- Multimedia: José Jurado de la Parra / Q6292638
- Textos: Autor:José Jurado de la Parra